# حیات مقدم
حیات مقدم می‌تواند به افراد زیر اشاره کند:
- امیر حیات مقدم، امیر حیات مقدم سیاست‌مدار، نظامی و مدیر اجرایی ایرانی، از فرماندهان سپاه پاسداران و استاندار سابق خوزستان
- خلیل حیات مقدم (زادهٔ ۱۳۴۱) نمایندهٔ حوزهٔ انتخابیهٔ بندر ماهشهر، امیدیه و هندیجان در دورهٔ هشتم مجلس شورای اسلامی